# كرويات قطنية
كرويات قطنية أو فصيلة كريبتوكوكسيدي (الاسم العلمي: Eriococcidae)، هي فصيلة حشرات من الحشرات القشرية المنتمية إلى رتبة نصفيات الأجنحة. تُعرف عادةً باسم القشريات الملبدة. عادًة ما يكون كل نوع لهُ مضيف نباتي خاص ومختلف، أو مجموعة من المضيفين وثيقة الصلة ببعضها.